# Rattus annandalei
Espèce
Statut de conservation UICN

 LC  : Préoccupation mineure
Rattus annandalei est une espèce de rongeur de la famille des Muridae, du genre Rattus, répandue en Asie du Sud-Est.

## Taxonomie
L'espèce est décrite pour la première fois par l'ornithologue britannique John James Lewis Bonhote en 1903.

## Distribution et habitat
L'espèce se rencontre dans la forêt secondaire de basse altitude en Asie du Sud-Est : péninsule de la Malaisie, Singapour et Indonésie (est de Sumatra, îles de Padang et Rupat).

## Rattus annandaleiet l'Homme

### Menaces
L'Union internationale pour la conservation de la nature la distingue comme espèce de « Préoccupation mineure » (LC) sur sa liste rouge.